# 뉴 오더 (영화)
《뉴 오더》(스페인어: Nuevo orden)는 2020년에 공개된 멕시코의 드라마 영화이다.

## 출연

### 주연
- 나이안 곤살레스 노르빈드 : 마리안 역
- 디에고 보네타 : 다니엘 역
- 다리오 야즈벡 베르날 : 앨런 역

### 조연
- 모니카 델 카르멘 : 마르타 역
- 하비에르 세풀베다 : 납치 18 역
- 로베르토 메디나 - 이반 노벨로 역